# Au Sable Forks
Au Sable Forks è un census-designated place (CDP) degli Stati Uniti d'America, situato nello stato di New York, diviso tra la contea di Clinton e la contea di Essex.